# 坂東亀三郎 (6代目)
六代目 坂東龜三郎（ろくだいめ ばんどう かめさぶろう、新字体：亀三郎、2013年〈平成25年〉2月5日 - ）は、日本の歌舞伎役者、俳優。屋号は音羽屋。定紋は鶴の丸、替紋は結び八重片喰。歌舞伎名跡「坂東亀三郎」の当代。本名は坂東 侑汰（ばんどう ゆうた）。
業務提携：松竹エンタテインメント。

父は九代目坂東彦三郎。父方の祖父は坂東楽善（前名:八代目坂東彦三郎）、母方の祖父は嶋岡健治（元バレーボール選手・ミュンヘンオリンピック金メダリスト）。叔父は三代目坂東亀蔵、父方の曽祖父は人間国宝・十七代目市村羽左衛門。二代目市村萬次郎・四代目河原崎権十郎兄弟は、父方の大叔父にあたる。

## 人物
干支：癸巳（みずのとみ）、星座：水瓶座。身長120cm。
趣味は野球観戦。祖父・楽善、父・彦三郎＆叔父・亀蔵兄弟と三代にわたり、筋金入りのプロ野球チーム「東京ヤクルトスワローズ」のファン。コロナ禍以前は、父・彦三郎と一緒に明治神宮球場へ度々通う様子がSNSにアップされていた（父・坂東彦三郎のページの人物の節を参照のこと）。
舞台に出るのは楽しいと意欲を見せ、耳の形が同じだからお父さんと侑汰（本名）は双子とインタビューで語る子供らしい一面も（2019年春当時、なお耳の形は、祖父・楽善 → 父・彦三郎 → 亀三郎と遺伝している模様）。
同じ学年に2012年9月生まれの尾上眞秀、同じ2013年生まれに八代目市川新之助・二代目中村長三郎・六代目尾上菊之助と同世代の歌舞伎役者の御曹司がひしめく中で、後述の出演舞台歴にある通り、順調にキャリアを重ね成長している。

### 特殊エピソード及び愛称
《歌舞伎界隈の業界用語で、一般的には「務める」を使う時にも「勤める」と用いる慣習がある為、このページではそれに従って記述する》
2016年12月、歌舞伎座『菅原伝授手習鑑 寺子屋」の『寺子岩松』役を本名で《もぐり》出演。
いわゆる歌舞伎役者の御曹司が歌舞伎座などでの＂歌舞伎本公演＂に出演する際には、事前に＂出演告知＂があり公演期間＂全日程を1人＂で勤めるのが通常である。
しかし、この時は一般の子役達と同様に公式からは出演告知はなく、1.変則日程でのWキャスト+2.同じ座組みに父や叔父などの家族不在+3.寺子岩松を迎えに来るお祖父さん（百姓田右衛門）が同じ彦三郎家一門の慣れた門弟では無く、他所の澤瀉屋ベテラン門弟・市川猿三郎などと稀有な条件が揃った中、わずか3歳で子役のうちでも一際小さな身体の持ち主が物怖じせず朗らかに1ヶ月勤め上げたのは、近年では珍しい出来事だった 。
《もぐり》 については以下の通り引用する 。
なお、ハッシュタグにある通り、父・彦三郎は比較的プライベートな話題をSNSで発信する場合に、名前を書かずに「倅マン」とのニックネームを使うようである。

## 略歴
- 2016年9月27日、歌舞伎座『二世藤間勘祖二十七回忌追善 宗家藤間流 藤間会[16]』夜の部の常磐津舞踊「乗合船」に父・藤間善蔵（舞踊名)）と共に『角兵衛獅子』にて、坂東侑汰の名で初お目見得[17][18]。
- 2016年12月、歌舞伎座『十二月大歌舞伎』第二部「菅原伝授手習鑑　寺子屋 〜寺入りよりいろは送りまで〜」の『寺子岩松』にて、坂東侑汰の名でもぐり出演。歌舞伎公演では、この出演が実質「初お目見得」であった （※詳しくは前述、人物節の特殊エピソードを参照。2015年5月め組の喧嘩.千穐楽サプライズは除外）。
- 2017年5月、歌舞伎座『團菊祭五月大歌舞伎　七世尾上梅幸二十三回忌追善・十七世市村羽左衛門十七回忌追善』夜の部「壽曽我対面」に大叔父・河原崎権十郎に手をひかれて登場し『鬼王家臣亀丸』にて、六代目坂東亀三郎を名のり初舞台[1][4][19][20][21][22]。

## 受賞歴
- 2024年1月 - 国立劇場特別賞『勢獅子門出初台』の手古舞おゆう及び若い者勇吉[23][24]

## 出演

### 歌舞伎・日舞の舞台
1.舞踊会や自主勉強会等の単発出演も含む。
2.末尾にカッコ書き注釈がない出演は、原則、歌舞伎本公演とする。
- 2016年09月 『乗合船』角兵衛獅子（※宗家藤間会）
- 2016年12月 『菅原伝授手習鑑　寺子屋』寺子岩松
- 2017年05月 『壽曽我対面』鬼王家臣亀丸 ☆初舞台[25][26]
- 2017年12月 『土蜘』石神実は小姓四郎吾
- 2018年04月 『梅照葉錦伊達織　裏表先代萩』足利鶴千代[27][26]
- 2019年02月 『義経千本桜　すし屋』六代君[28]
- 2019年05月 『神明恵和合取組　め組の喧嘩』辰五郎倅又八[29]
- 2019年8-9月 『弁天娘女男白浪』丁稚長松（※尾上右近・第五回研の會[30] [31] [32]）
- 2019年10月 『江戸育お祭佐七』踊りのお軽 ☆初の女方出演[33] [34]
- 2021年05月 『春興鏡獅子』胡蝶の精[35] [36] [37]
- 2021年08月 『春興鏡獅子』胡蝶の精（※中村種之助・踊りの会[38]）
- 2021年09月 『近江源氏先陣館　盛綱陣屋』盛綱一子小三郎[39] [40]
- 2022年05月 『弁天娘女男白浪』丁稚長松（出演予定）[41]

### テレビ
- にっぽんの芸能
  - 『乗合船』（NHK Eテレ，初回2017.3.3放送｜2016.9月 宗家藤間会より収録[42]）
  - 『壽曽我対面』（NHK Eテレ，初回2017.7.14放送｜2017.5月 團菊祭より初舞台を収録）
  - 『春興鏡獅子』（NHK Eテレ，初回2021.9.10放送｜2021.5月 團菊祭より収録）
  - 『春興鏡獅子』（NHK Eテレ，2022.1.14再放送｜上述、昨年9月放送分[43]）

### ＣＭ
- キッザニア東京 - キッザニアの紹介ラジオCM
  - 第1弾，2020年度の3種「実は知っています！」編・「すでに職業病」編・「エンターテイナー」編｜2020年6月 - 2021年3月放送終了[44]。
  - 第2弾，2021年度の3種「5回クイズ」篇・「たくさんの夢」篇・「ラップ」篇｜2021年4月 - 2022年3月放送終了[45][46]。
  - 第3弾，2022年度の3種「プロフェッショナルになりたい」篇・「お父さんと英語で話そう」篇・「落語」篇｜2022年4月 - 2023年3月放送予定[47][48]。
  - 第4弾，2023年度「ラジオDJ」篇｜2023年4月 - 2024年3月放送予定[49][50]
- 森永製菓 - サンデーカップ（Twitterキャンペーン｜2020年7月期間限定[51] [52]）
- はとバス - ラジオCM、主にJ-WAVEで放送